# Genoa Cricket and Football Club 1925-1926
Questa voce raccoglie le informazioni riguardanti il Genoa Cricket and Football Club nelle competizioni ufficiali della stagione 1925-1926.

## Stegione
Nella stagione 1925-1926 il Genoa, sempre allenato dal confermato Mister inglese William Garbutt, ha disputato il girone B del campionato di Lega Nord di Prima Divisione, si è classificato al terzo posto con 28 punti, alle spalle della Juventus che con 37 punti ha vinto nettamente il girone, e della Cremonese seconda con 29 punti. Con la riforma dei campionati le prime otto classificate del girone accedono al nuovo massimo campionato, che dalla prossima stagione si chiamerà Divisione Nazionale. La Juventus nella finale di Lega Nord ha superato il Bologna vincitore del girone A, poi nelle finali nazionali ha battuto l'Alma Roma, vincendo lo Scudetto tricolore per la seconda volta a distanza di 21 anni. Miglior realizzatore genoano di stagione è stato Edoardo Catto autore di 13 reti.

## Divise
La maglia per le partite casalinghe presentava i colori attuali (anche se la dicitura ufficiale era rosso granato e blu) ma a differenza di oggi il blu era posizionato a destra.

## Organigramma societario
Area direttiva
- Presidente: Guido Sanguineti

Area tecnica
- Allenatore: William Garbutt

## Rosa
| N. |                   | Ruolo | Calciatore        |
| -- | ----------------- | ----- | ----------------- |
|    | Italia (bandiera) | P     | Enrico Carzino    |
|    | Italia (bandiera) | P     | Giovanni De Prà   |
|    | Italia (bandiera) | D     | Ottavio Barbieri  |
|    | Italia (bandiera) | D     | Renzo De Vecchi   |
|    | Italia (bandiera) | D     | Umberto Lombardo  |
|    | Italia (bandiera) | D     | Daniele Moruzzi   |
|    | Italia (bandiera) | C     | Guido Aycard      |
|    | Italia (bandiera) | C     | Luigi Boer        |
|    | Italia (bandiera) | C     | Luigi Burlando    |
|    | Italia (bandiera) | C     | Gino Lamon I      |
|    | Italia (bandiera) | C     | Giacomo Narizzano |

| N. |                   | Ruolo | Calciatore               |
| -- | ----------------- | ----- | ------------------------ |
|    | Italia (bandiera) | C     | Dario Pratoverde         |
|    | Italia (bandiera) | C     | Giovanni Puerari         |
|    | Italia (bandiera) | C     | Luigi Scappini I         |
|    | Italia (bandiera) | A     | Cesare Alberti †         |
|    | Italia (bandiera) | A     | Augusto Bergamino        |
|    | Italia (bandiera) | A     | Edoardo Catto            |
|    | Italia (bandiera) | A     | Francesco Grassi         |
|    | Italia (bandiera) | A     | Virgilio Felice Levratto |
|    | Italia (bandiera) | A     | Domenico Oliva           |
|    | Italia (bandiera) | A     | Aristodemo Santamaria    |
|    | Italia (bandiera) | A     | Stefano Santamaria       |

## Calciomercato
| Acquisti | Acquisti                 | Acquisti        | Acquisti   |
| R.       | Nome                     | da              | Modalità   |
| -------- | ------------------------ | --------------- | ---------- |
| C        | Luigi Boer               | Rivarolese      |            |
| P        | Enrico Carzino           | Sampierdarenese |            |
| A        | Francesco Grassi         | Ronchese        |            |
| A        | Virgilio Felice Levratto | Verona          |            |
| D        | Umberto Lombardo         | Alessandria     |            |
| C        | Giacomo Narizzano        | -               | svincolato |
| A        | Domenico Oliva           | -               | svincolato |
| C        | Dario Pratoverde         | Genoa II        |            |
| C        | Giovanni Puerari         | Cremonese       |            |
| A        | Stefano Santamaria       | -               | svincolato |

| Cessioni | Cessioni       | Cessioni        | Cessioni   |
| R.       | Nome           | da              | Modalità   |
| -------- | -------------- | --------------- | ---------- |
| D        | Delfo Bellini  | Inter           |            |
| A        | Angelo Cadeddu | Spes Genova     |            |
| D        | Mario Costella | Savona          |            |
| A        | Luigi Cusano   | Sestrese        |            |
| A        | Ettore Neri    | Andrea Doria    |            |
| C        | Ettore Leale   | -               | ritirato   |
| A        | Luigi Tabacco  | Sampierdarenese |            |
| D        | Luigi Tassi    | -               | svincolato |

## Risultati

### Prima Divisione

#### Girone A
| Arbitro: | Enrietti (Torino) |

|                        |           |                            |
| Powolny 38’ Romano 54’ | Marcatori | 21’ G. Puerari 88’ Alberti |

| Arbitro: | Pierallini (Modena) |

|                            |           |               |
| Bánás 43’ (aut.) Catto 53’ | Marcatori | 40’ K. Muller |

| Arbitro: | Pierallini (Modena) |

|                                          |           |                       |
| Pitto 2’ (rig.) Magnozzi 14’ Paolini 67’ | Marcatori | 20’ Catto 26’ Alberti |

| Arbitro: | Massa (Torino) |

|                                 |           |            |
| Alberti 40’ Levratto goal’ (64) | Marcatori | 88’ Raggio |

| Arbitro: | Bistoletti (Milano) |

|             |           |                                                         |
| Rossini 21’ | Marcatori | 30’ G. Lamon 38’, 77’ Catto 54’ O. Barbieri 56’ Alberti |

| Arbitro: | A.Gama Sr. (Milano) |

|                                 |           |                                              |
| A. Prosperi 77’ Agostinelli 86’ | Marcatori | 14’, 28’ Alberti 65’, 82’ Levratto 72’ Catto |

| Arbitro: | U.Gama Jr. (Milano) |

|                       |           |               |
| Catto 35’ Alberti 68’ | Marcatori | 80’ E. Bodini |

| Arbitro: | Montessoro (Torino) |

|                       |           |  |
| Catto 5’ Levratto 82’ | Marcatori |  |

| Arbitro: | Bellandi (Milano) |

|                       |           |  |
| Ceria 17’ Gardini 73’ | Marcatori |  |

| Arbitro: | Bellandi (Milano) |

|                         |           |  |
| Hirzer 62’ Torriani 78’ | Marcatori |  |

| Arbitro: | Bistoletti (Milano) |

|                  |           |  |
| Tritz 65’ (rig.) | Marcatori |  |

#### Girone di ritorno
| Arbitro: | Musso (Torino) |

|                                    |           |  |
| Moruzzi Aycard De Vecchi ?’ (rig.) | Marcatori |  |

| Arbitro: | Barlassina (Novara) |

|           |           |                            |
| Muller 6’ | Marcatori | 3’, 20’ Catto 47’ Levratto |

| Genova 14 marzo 1926 | Genoa               | 0 – 0 | Livorno | Campo Genoa Cricket & Football Club\| Arbitro: \| U.Gama Jr. (Milano) \| |
| Arbitro:             | U.Gama Jr. (Milano) |       |         |                                                                          |

| Arbitro: | Enrietti (Torino) |

|                |           |                                |
| Moretti Raggio | Marcatori | ?’ (aut.) Weber Catto Levratto |

| Arbitro: | Mattea (Casale Monferrato) |

|                  |           |  |
| Catto Scappini I | Marcatori |  |

| Arbitro: | Essinger (Pisa) |

|                                  |           |            |
| Santamaria II 25’, 46’ Catto 66’ | Marcatori | 43’ Preuss |

| Arbitro: | Enrietti (Torino) |

|         |           |  |
| Jeszmas | Marcatori |  |

| Arbitro: | Montessoro (Torino) |

|            |           |  |
| Busini III | Marcatori |  |

| Arbitro: | Barlassina (Novara) |

|                   |           |       |
| Barbieri Levratto | Marcatori | Villa |

| Arbitro: | Grossi (Milano) |

|                  |           |                                            |
| Santamaria II 5’ | Marcatori | 7’ (aut.) Lombardo 50’ Munerati 53’ Hirzer |

| Arbitro: | R.Livraghi (Milano) |

|                                    |           |                   |
| Barbieri Levratto Giovanni Puerari | Marcatori | Banchero Cattaneo |

## Statistiche

### Statistiche di squadra
| Competizione    | Punti | In casa | In casa | In casa | In casa | In casa | In casa | In trasferta | In trasferta | In trasferta | In trasferta | In trasferta | In trasferta | Totale | Totale | Totale | Totale | Totale | Totale | DR  |
| Competizione    | Punti | G       | V       | N       | P       | Gf      | Gs      | G            | V            | N            | P            | Gf           | Gs           | G      | V      | N      | P      | Gf     | Gs     | DR  |
| --------------- | ----- | ------- | ------- | ------- | ------- | ------- | ------- | ------------ | ------------ | ------------ | ------------ | ------------ | ------------ | ------ | ------ | ------ | ------ | ------ | ------ | --- |
| Prima Divisione | 28    | 11      | 9       | 1       | 1       | 28      | 10      | 11           | 3            | 1            | 7            | 20           | 19           | 22     | 13     | 2      | 7      | 48     | 29     | +19 |

### Statistiche dei giocatori
| Giocatore        | Prima Divisione | Prima Divisione |
| Giocatore        | Presenze        | Reti            |
| ---------------- | --------------- | --------------- |
| C. Alberti       | 11              | 8               |
| G. Aycard        | 5               | 1               |
| O. Barbieri      | 17              | 5               |
| A. Bergamino     | 3               | 0               |
| L. Boer          | 2               | 0               |
| L. Burlando      | 22              | 0               |
| E. Carzino       | 0               | 0               |
| E. Catto         | 22              | 13              |
| G. De Prà        | 22              | 0               |
| R. De Vecchi     | 22              | 1               |
| F. Grassi        | 1               | 0               |
| G. Lamon I       | 4               | 0               |
| V. Levratto      | 22              | 10              |
| U. Lombardo      | 14              | 0               |
| D. Moruzzi       | 15              | 1               |
| G. Narizzano     | 2               | 0               |
| D. Oliva         | 1               | 0               |
| D. Pratoverde    | 13              | 0               |
| G. Puerari       | 15              | 3               |
| A. Santamaria I  | 4               | 0               |
| B. Santamaria II | 7               | 3               |
| L. Scappini I    | 19              | 1               |